# Ingeborg Schumacher
Ingeborg Schumacher, auch Ingeborg Frohriep (* 25. Mai 1936 in Stuttgart; † 7. April 2008), war eine deutsche Schauspielerin. Sie flüchtete 1969 aus der DDR in die Bundesrepublik Deutschland.

## Leben und Karriere
Zusammen mit ihrem damaligen Ehemann Jürgen Frohriep führte Ingeborg Schumacher zeitweilig als Moderatorin durch das Rendezvous am Wochenende. Daneben spielte sie in einigen DEFA-Spielfilmen mit, bis sie 1969 aus der DDR in die Bundesrepublik Deutschland flüchtete. Fortan trat sie nicht mehr künstlerisch in Erscheinung.

## Filmografie (Auswahl)
- 1961: Der Arzt von Bothenow
- 1963: Blaulicht (TV-Serie) – Folge: Wunder wiederholen sich nicht
- 1964: Der fliegende Holländer, Sprecherin
- 1966: Spur der Steine
- 1968: Treffpunkt Genf (Fernsehfilm)

## Theater (Auswahl)
- 1957: Heinrich Spoerl: Der Maulkorb (Trude, Tochter des Herrn von Treskow) – Regie: Georg Leopold (Städtische Bühnen Erfurt)

## Hörspiele
- 1967: Hans Georg Herde: Kuddelmuddel in Pilzhausen (Marone) – Regie: Detlef Kurzweg (Kinderhörspiel/Kurzhörspiel/Rätselsendung – Rundfunk der DDR)
- 1968: Hans Pfeiffer: Dort unten in Alabama (Belle Leibowitz) – Regie: Wolfgang Brunecker (Hörspiel – Rundfunk der DDR)